# 稲田石
稲田石（いなだいし）は、茨城県笠間市稲田地区を中心として採掘される石材（花崗岩）。銘石としては稲田みかげ石（いなだみかげいし）や稲田御影（いなだみかげ）という名称が用いられ、「白い貴婦人」という通称もある。
日本最大級の採掘量を持つ石材である。明治維新後の近代化によって石材の需要が高まると、稲田石や真壁石を中心とする筑波山塊の花崗岩は鉄道によって東京などに運ばれ、多くの洋風建築などに用いられた。地質学者の西本昌司は、茨城県の稲田石と岡山県の北木石を「日本の近代化を支えた花崗岩の東西の横綱」としている。

## 歴史

### 近代の産業化

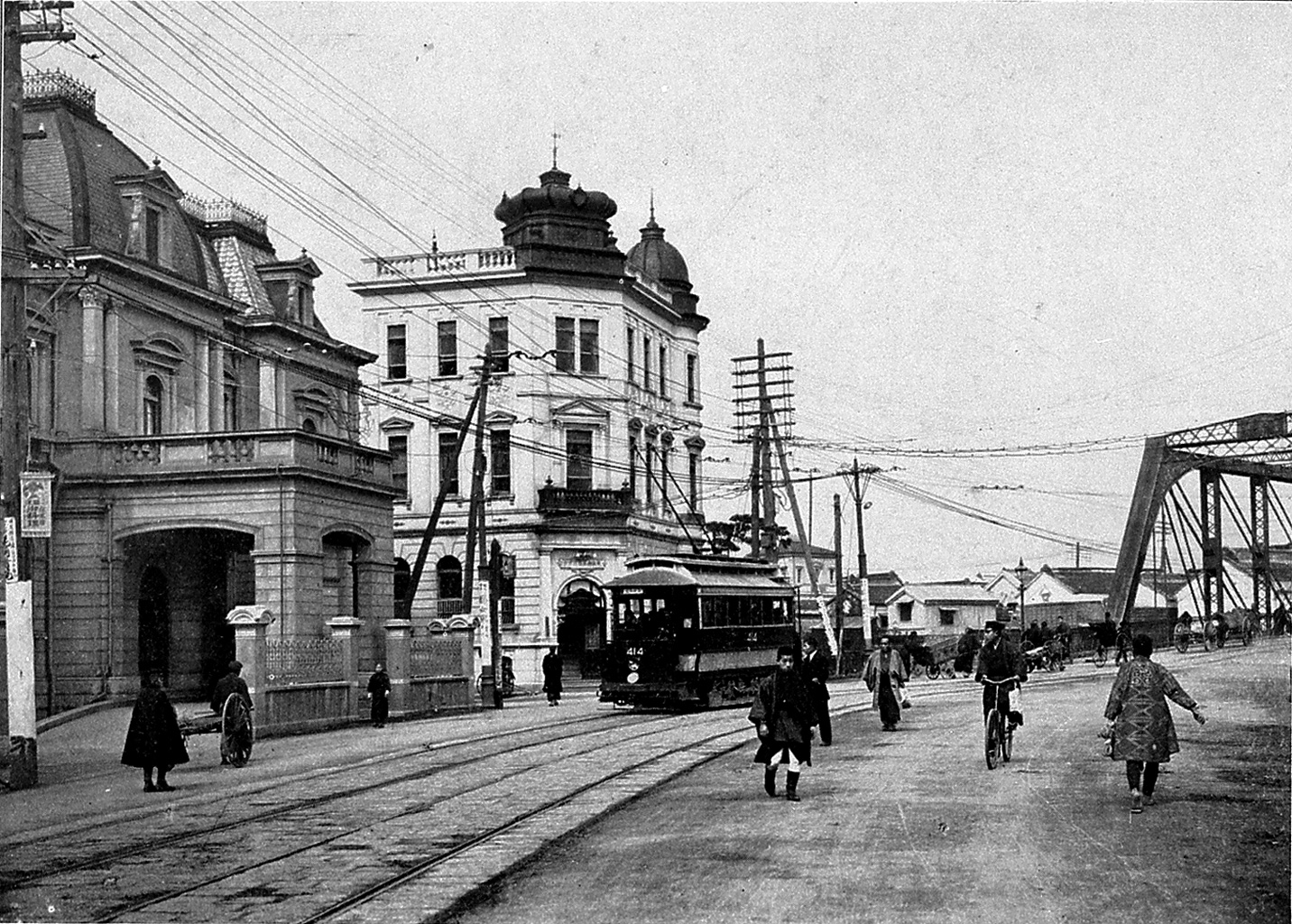
敷石に稲田石を用いた東京市電

約6000万年前に地下深くでマグマが固まって形成された花崗岩の一種である。江戸時代から稲田では石材が採石されていたが、稲田石よりも真壁石のほうが古くから採石されて用いられていた。一方で、その土質は笠間焼や地元酒造の発展に寄与したとする節もある。明治中期ごろ、本格的な採石が開始された。
1904年頃には東京市電の軌道用敷石（市電石）にも用いられるようになった。

### 現代の動向
2005年（平成17年）のいばらきストーンフェスティバルの際、グラフィックデザイナーと石匠がコラボした作品を展示する第1回いなだストーンエキシビジョンが開催された。2014年（平成26年）3月30日、JR水戸線稲田駅前に石の百年館が開館した。2024年（令和6年）7月6日、稲田石や真壁石を含む「筑波山塊の花崗岩」が国際地質科学連合によって世界のヘリテージストーン（天然石材遺産）に認定された。

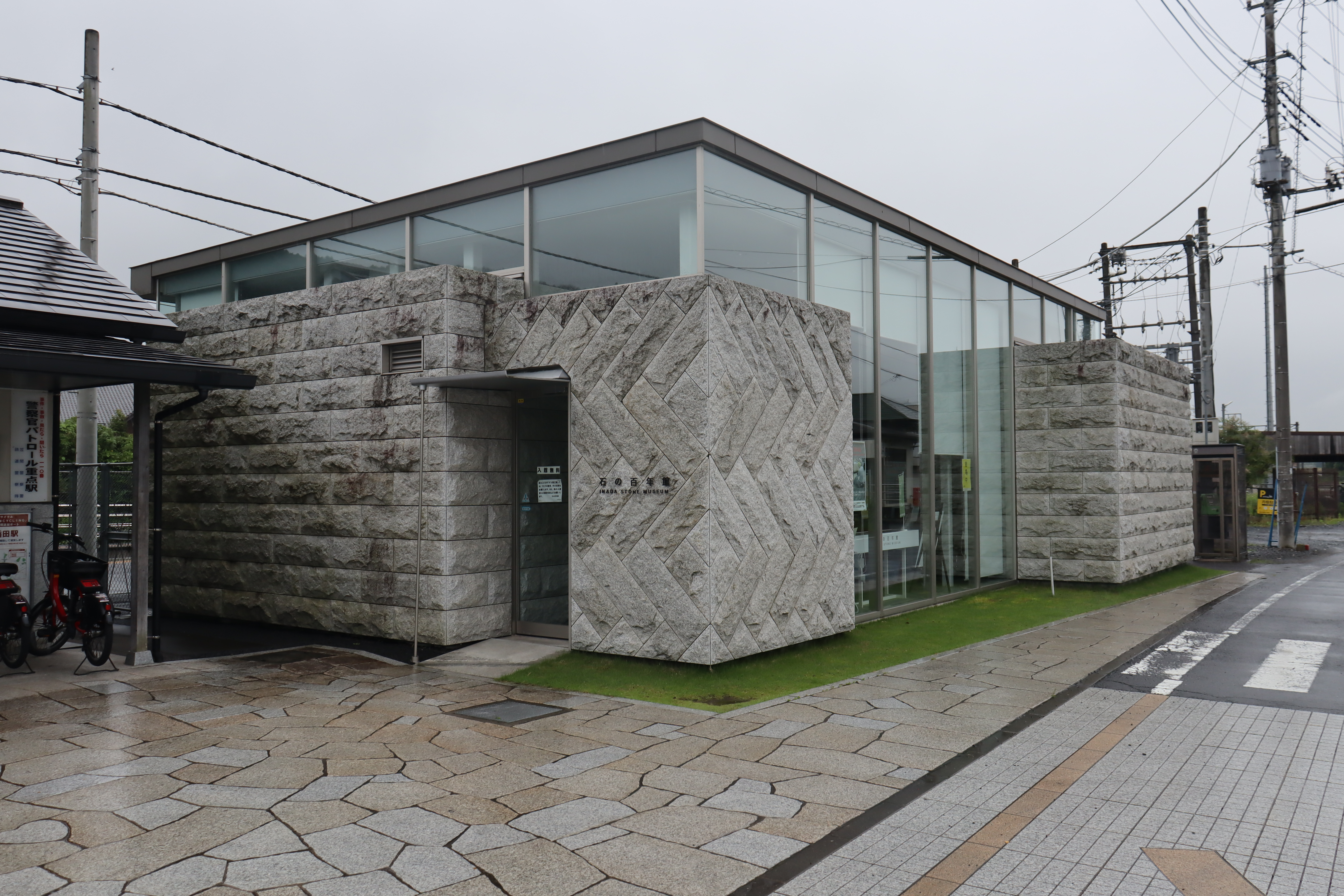
石の百年館

## 特徴
石英、カリ長石、斜長石、黒雲母を主成分鉱物とする深成岩である。均一的な柄、明るい色調が特徴であり、日本国内の御影石の中では最も純白に近いとされる。
墓石、建築材、土木用材など様々な分野で用いられている。長尺物の石材が採れることで、神社の鳥居に用いられることも多い。
- - 圧縮強度 - 167.48 N/mm2
  - 比重 - 2.63 g/cm3
  - 吸水率 - 0.22 %

## 使用された建築物

### 東京都

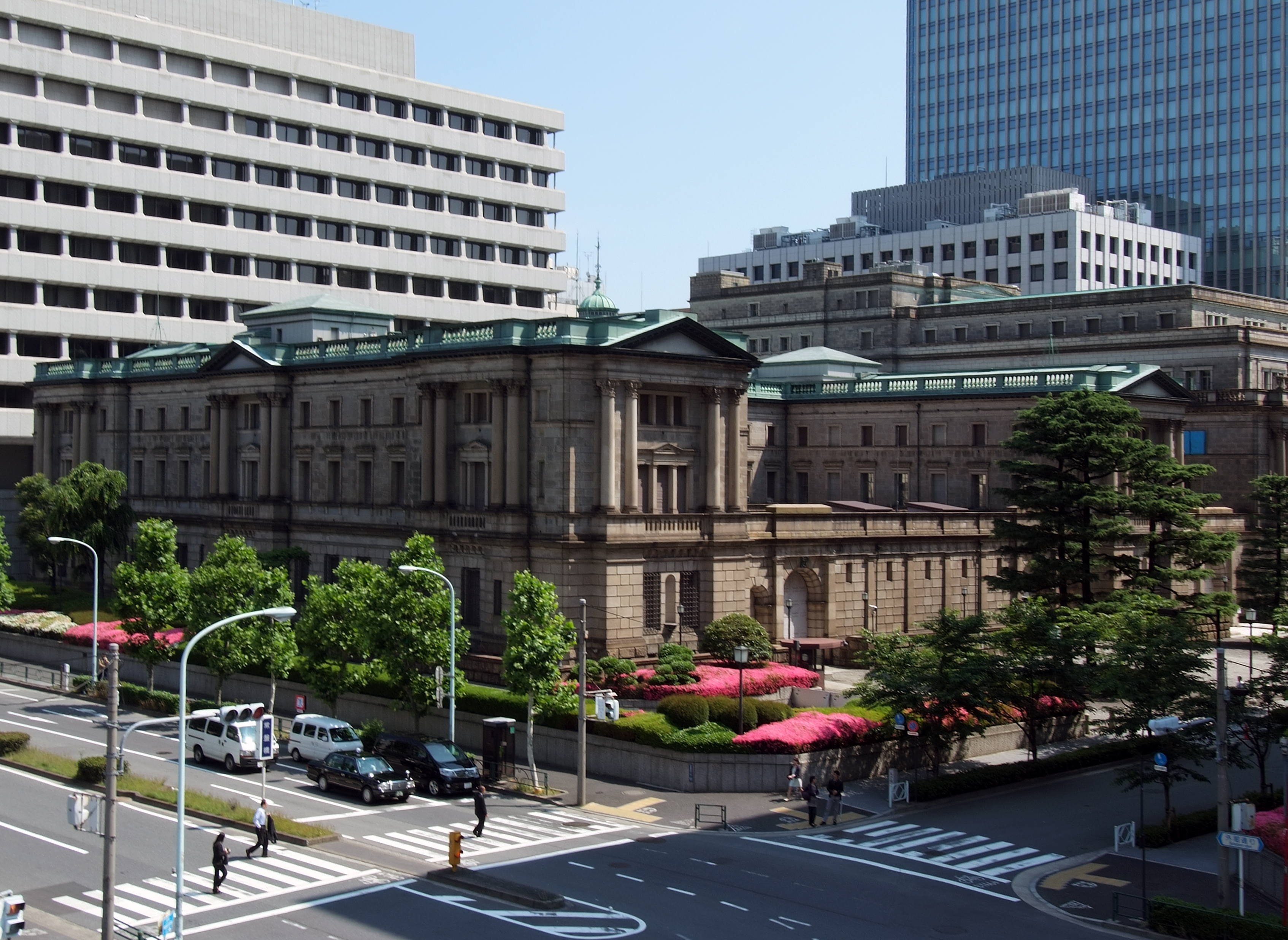
日本銀行本店[3] - 中央区。1896年（明治29年）竣工。
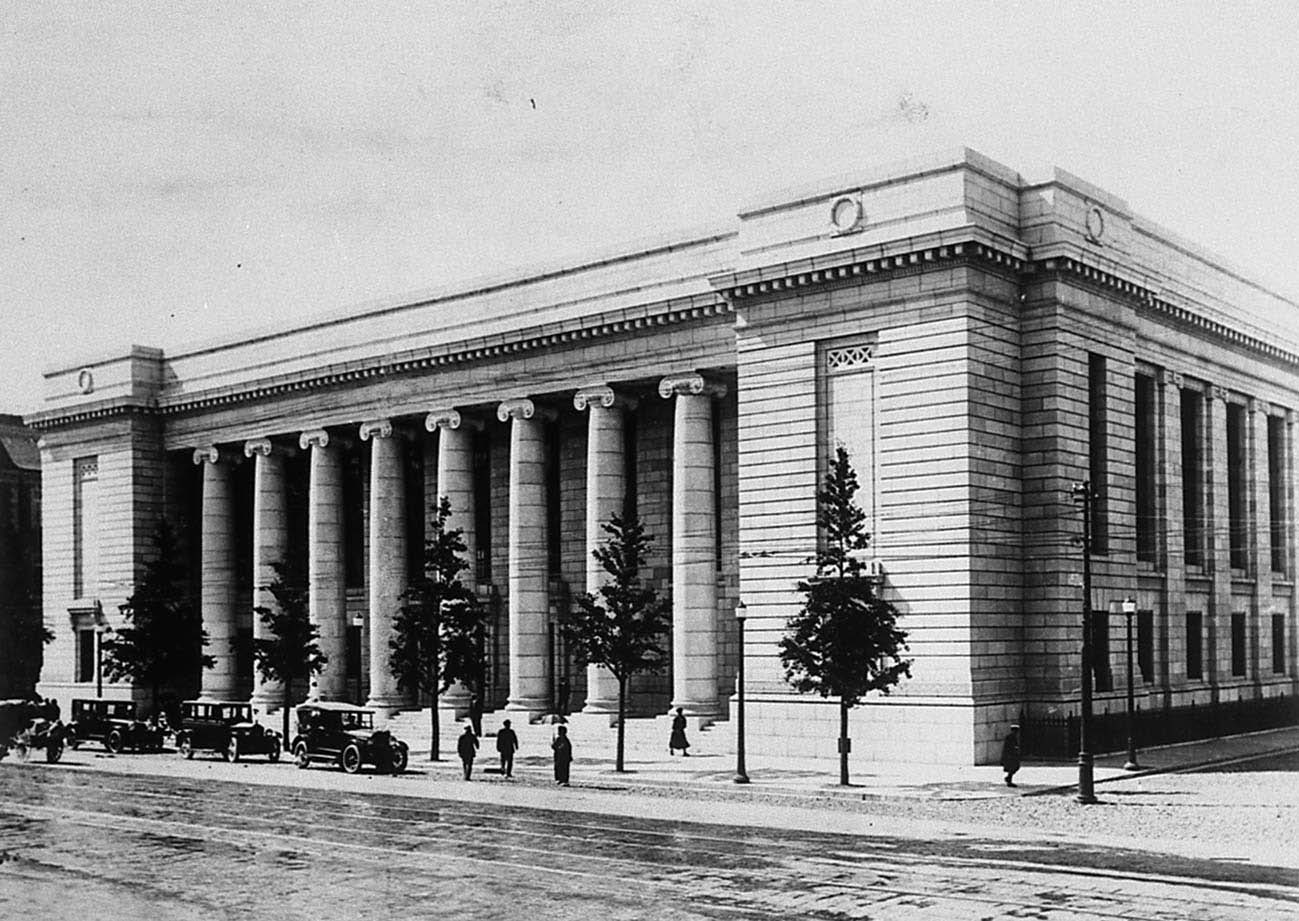
旧三菱銀行本店 - 千代田区。1922年（大正11年）竣工。1977年（昭和52年）解体。
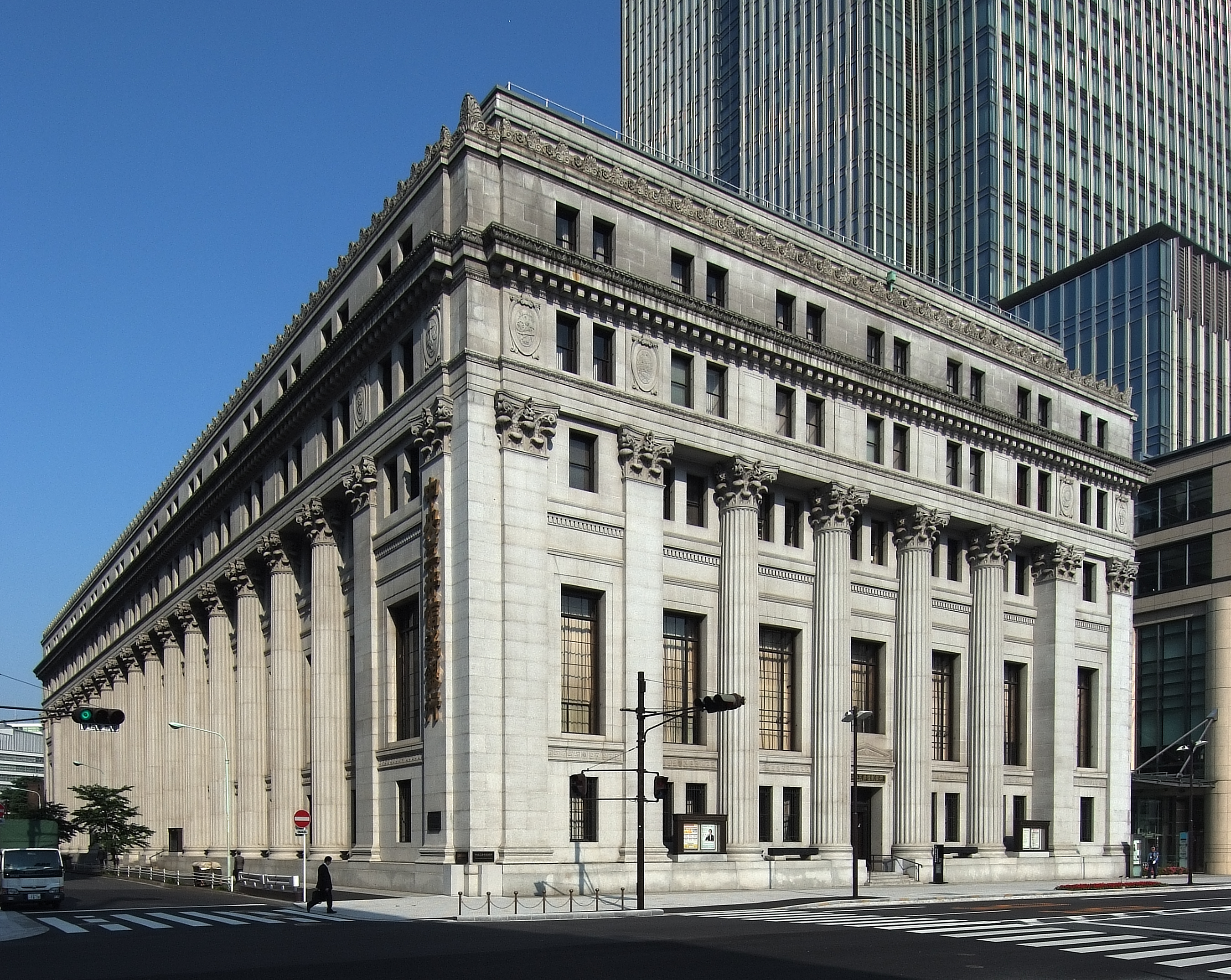
三井本館 - 中央区。1929年（昭和4年）竣工。外壁に用いられている[4]。
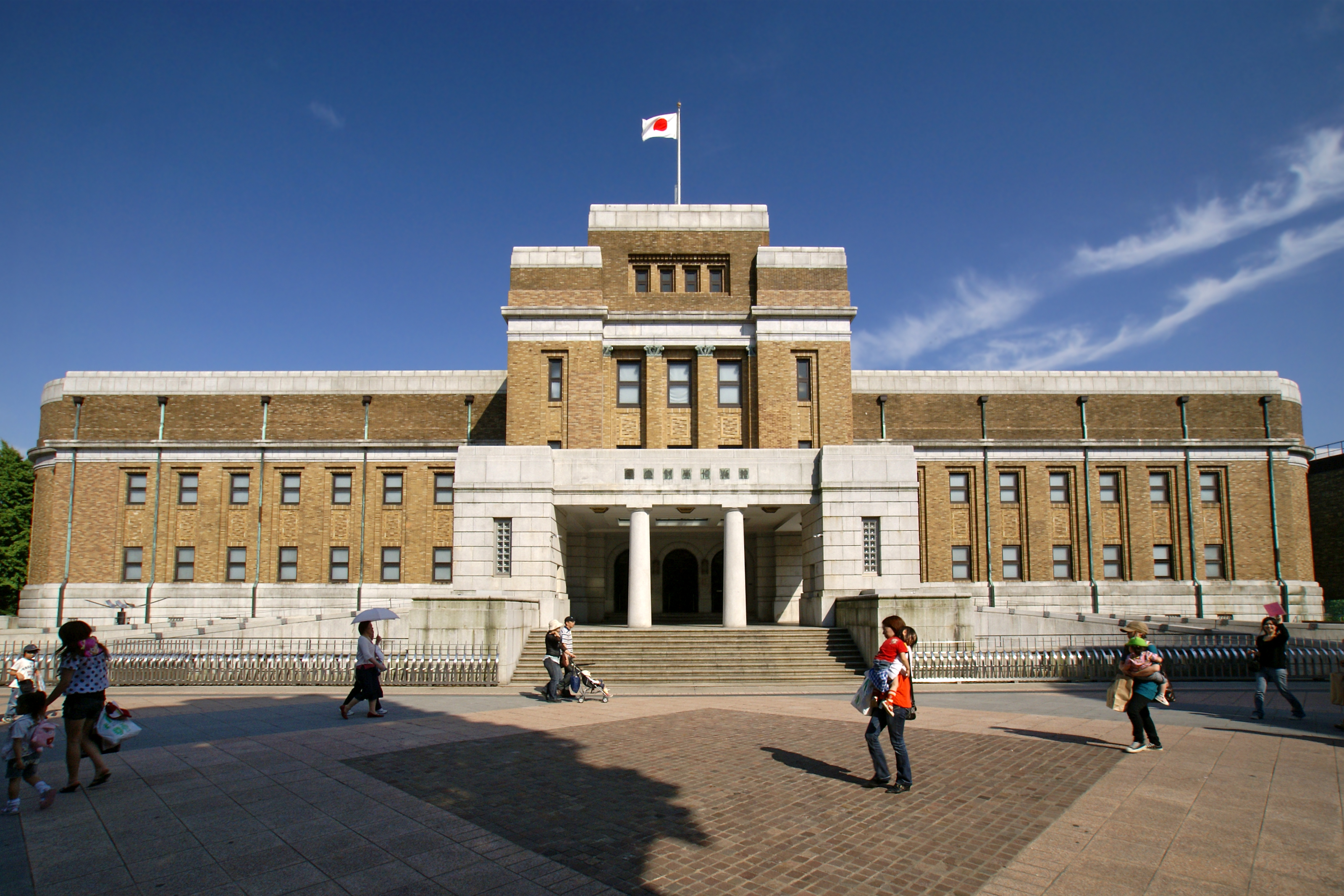
国立科学博物館日本館 - 台東区。1931年（昭和6年）竣工。外壁に用いられている[4]。
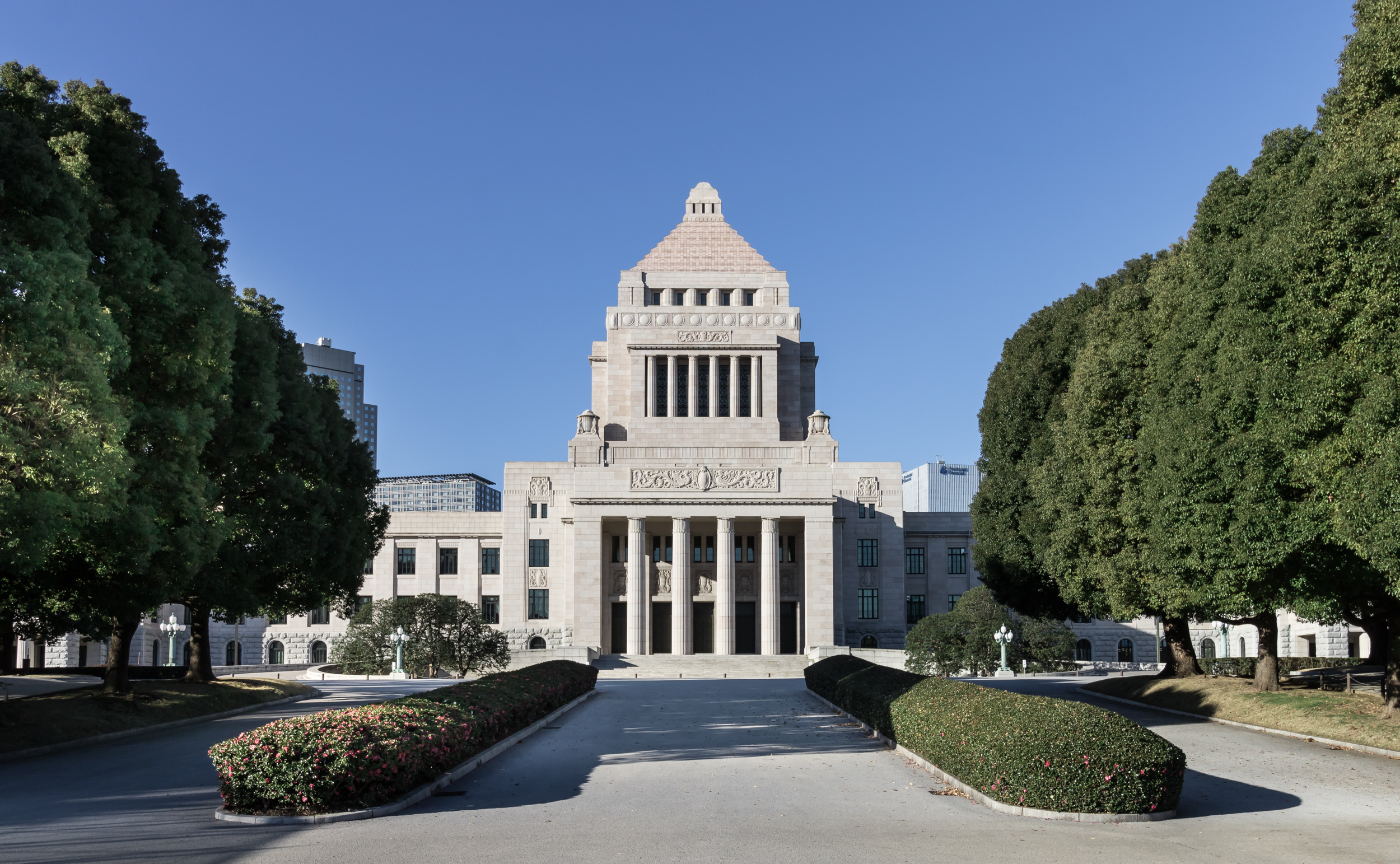
国会議事堂[1][3] - 千代田区。1936年（昭和11年）竣工。
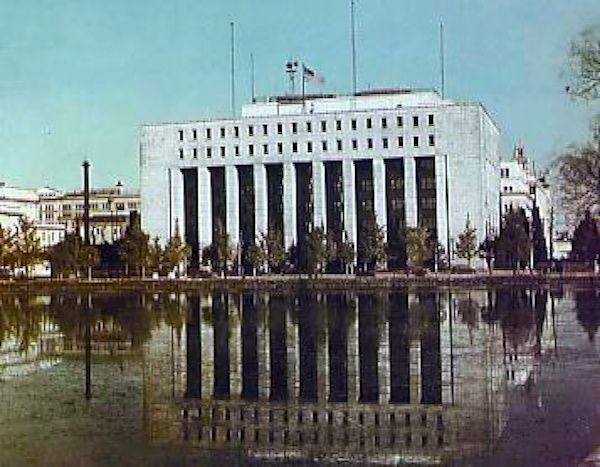
第一生命館 - 千代田区。1938年（昭和13年）竣工。外壁に用いられている[4]。
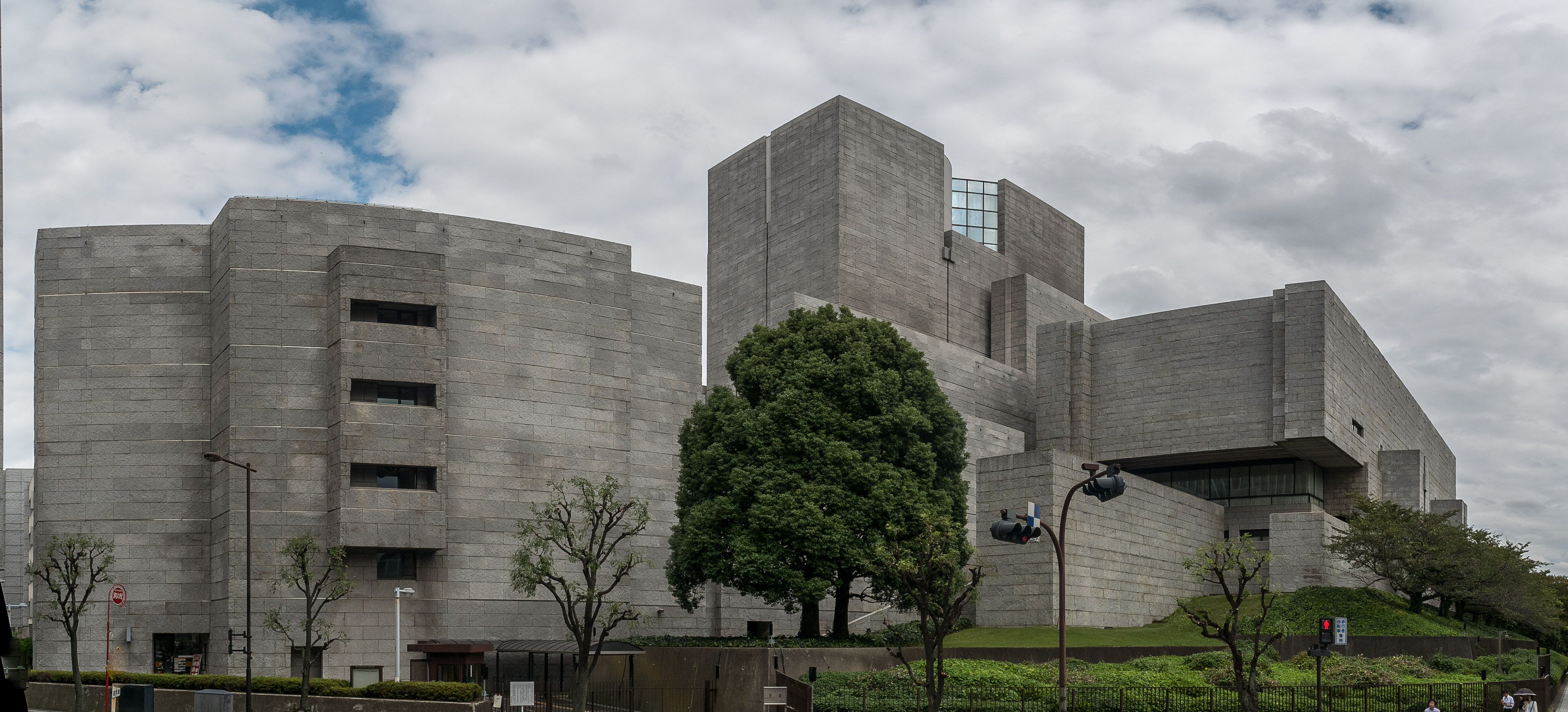
最高裁判所[1][3][11] - 千代田区。1974年（昭和49年）竣工。
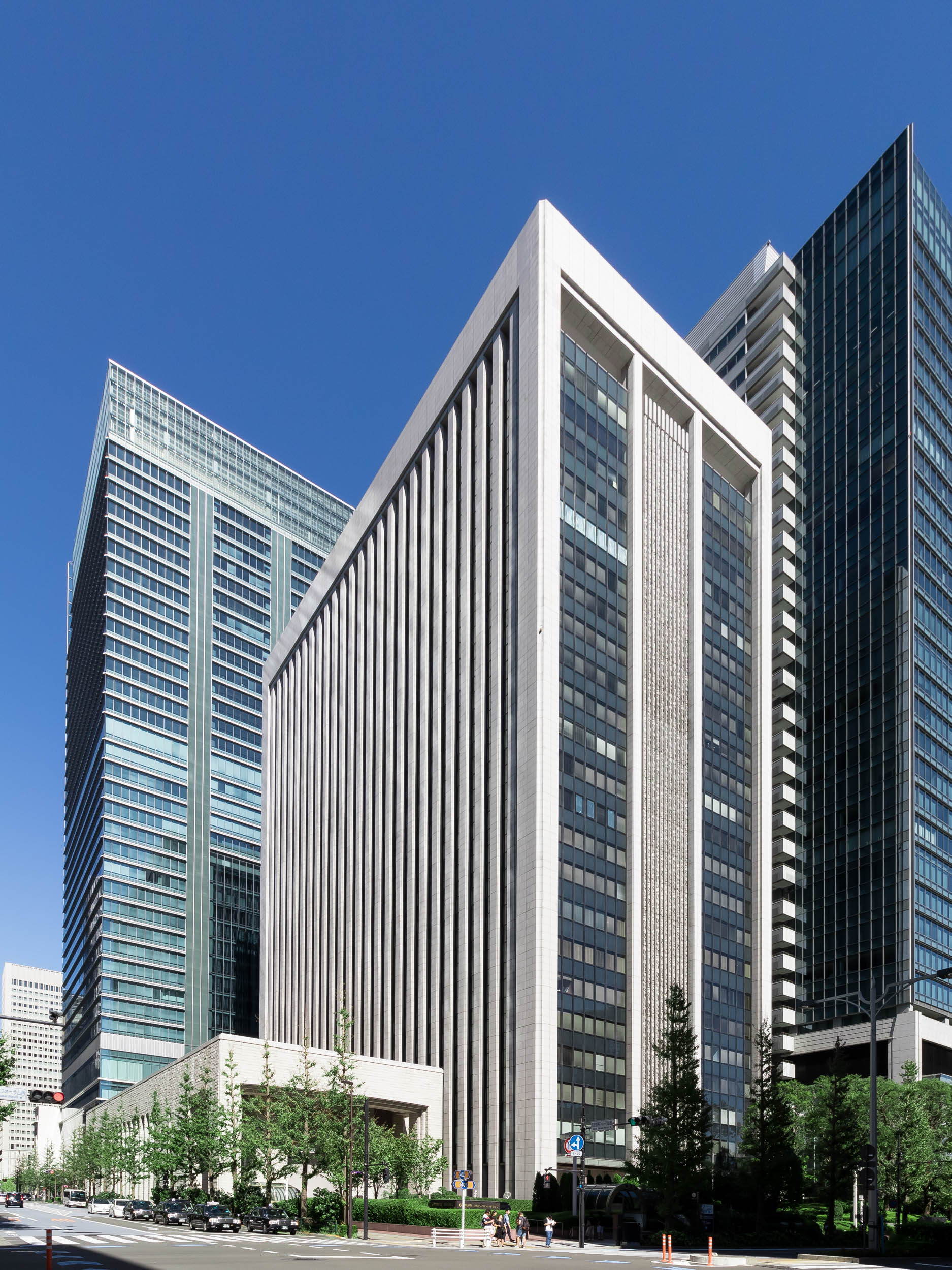
三菱UFJ銀行本店[10] - 千代田区。1980年（昭和55年）竣工。
- 東京証券取引所 - 中央区。1988年（昭和63年）竣工。外壁に用いられている[4]。
東京駅丸の内駅前広場 - 中央区。幅約20メートル、長さ約85メートルの広場の石畳[12]。2017年（平成29年）オープン。
- 東京駅[1][3] - 千代田区。1914年（大正3年）竣工。鉄骨煉瓦造の煉瓦建築として知られているが、1階の腰壁と玄関周りには北木石が用いられており、窓回りや柱頭飾りなどには稲田石が用いられている[13]。
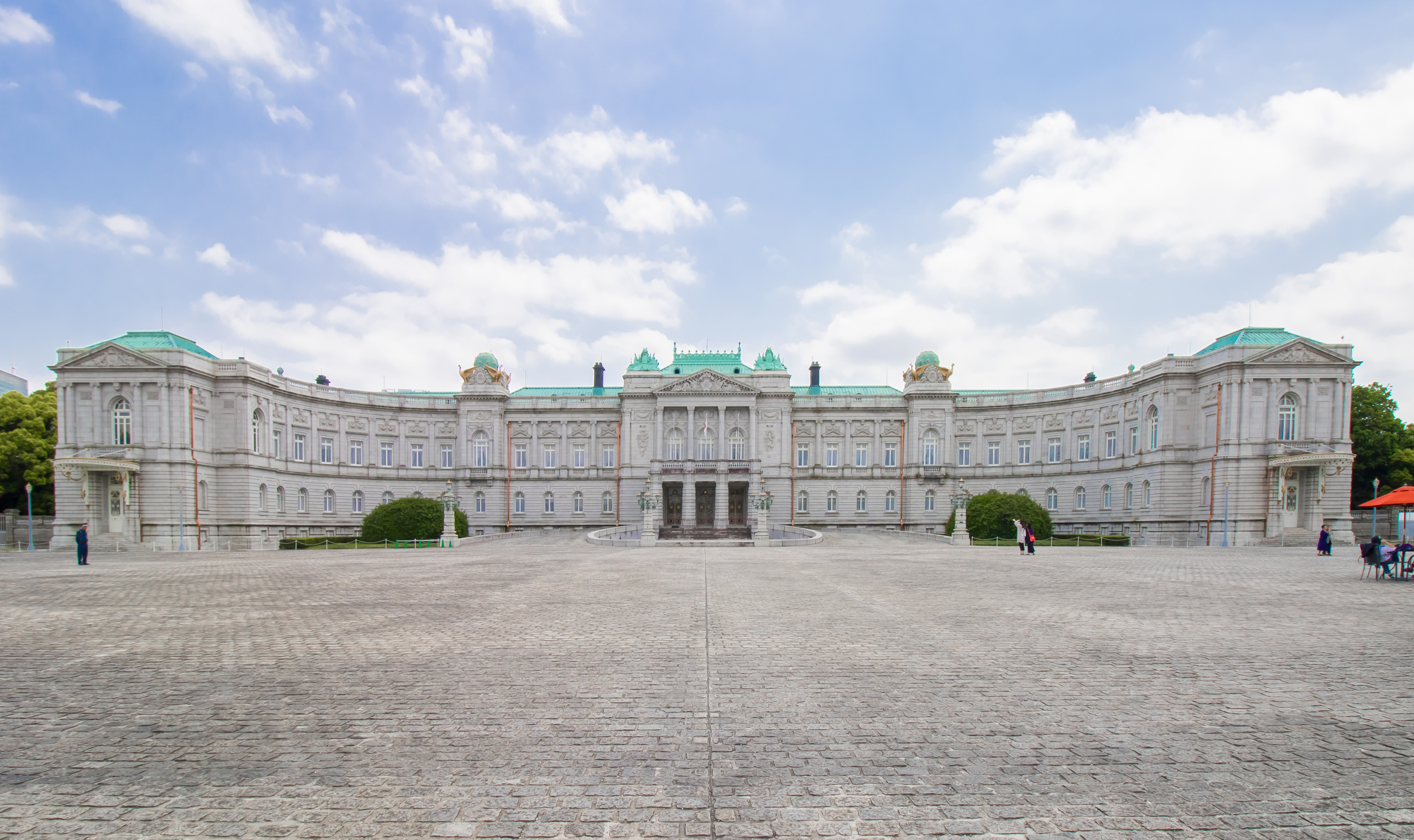
迎賓館赤坂離宮[3] - 港区。
- 両国国技館[3] - 墨田区。
- 昭和天皇陵[3] - 八王子市。
忠犬ハチ公像台座[4] - 渋谷区。
- えびす像台座[4] - 渋谷区。JR恵比寿駅西口。

- 日本銀行本店
- 旧三菱銀行本店
- 三井本館
- 国立科学博物館日本館
- 国会議事堂
- 第一生命館
- 最高裁判所
- 三菱UFJ銀行本店
- 東京駅丸の内駅前広場（手前）
- 迎賓館赤坂離宮
- ハチ公像台座

### 茨城県
- 茨城県三の丸庁舎[1] - 水戸市。かつての本庁舎。1930年（昭和5年）竣工。
- 石の百年館 - 笠間市。2014年（平成26年）竣工。
- 笠間稲荷神社門前通りの石畳[1] - 笠間市。
- つくばセンター広場[4] - つくば市。

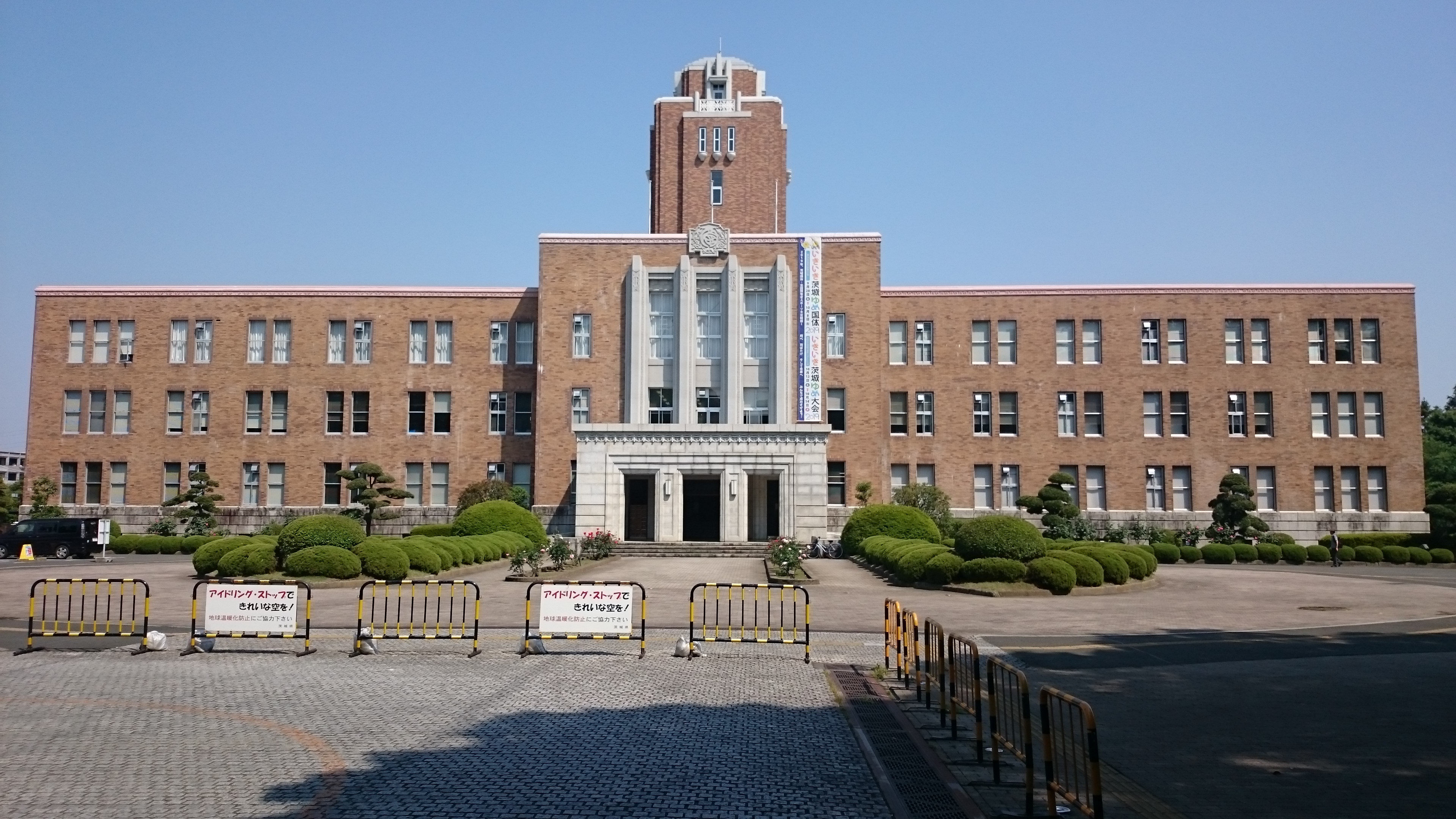
茨城県三の丸庁舎
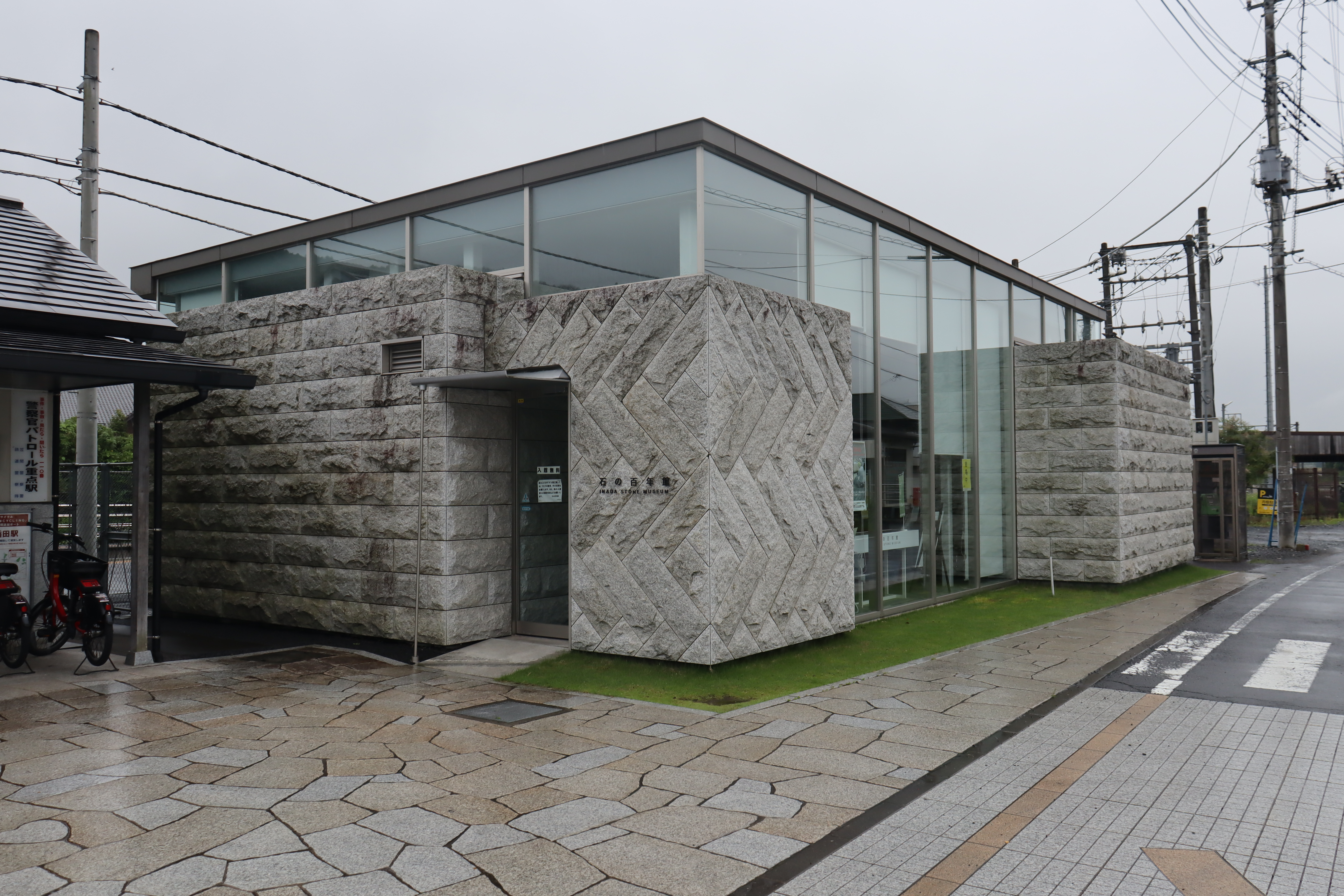
石の百年館

### その他の地域
- 七十七銀行本店[10] - 宮城県仙台市。1977年（昭和52年）竣工。
- 原爆死没者慰霊碑[3] - 広島県広島市。初代はコンクリート製だったが、劣化が進んだことで稲田石の2代目に置き換えられた。1985年（昭和60年）竣工。

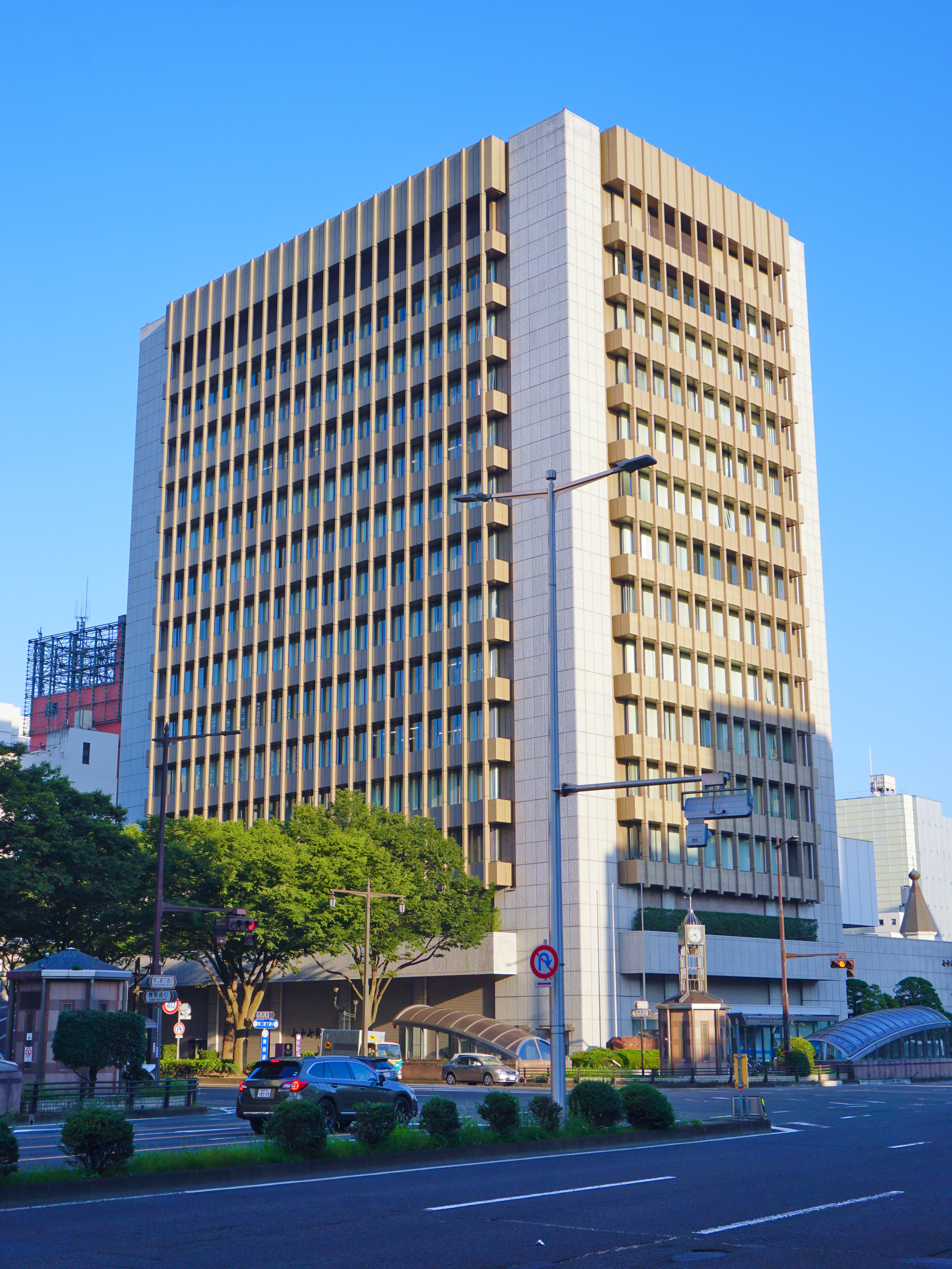
七十七銀行本店
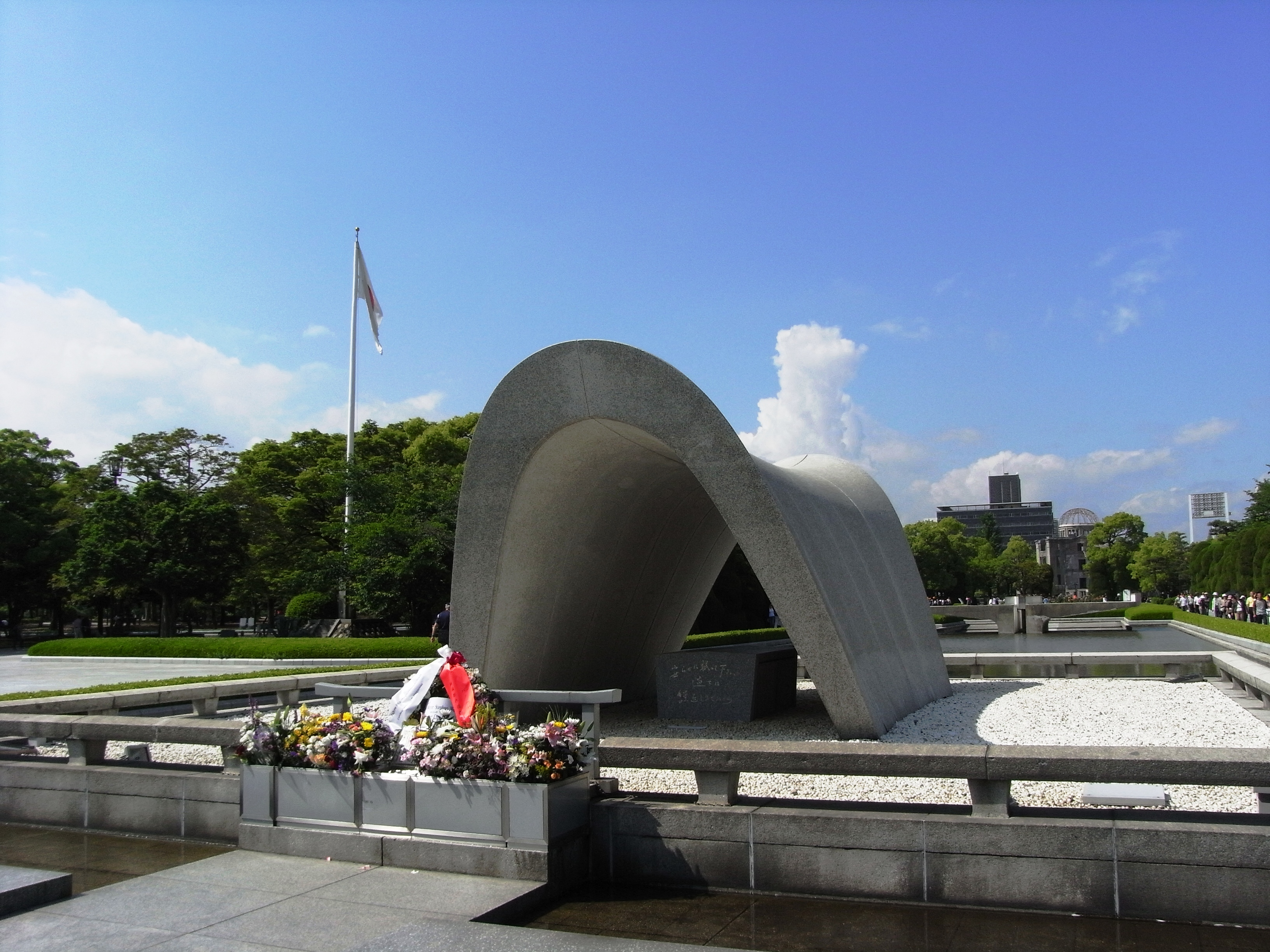
原爆死没者慰霊碑